# Karl Friedrich Nowak
Karl Friedrich Nowak, född 1 januari 1882 i Wien, död 17 december 1932 i Berlin, var en österrikisk journalist och författare.
Nowak utgav ett flertal framställningar av samtida centraleuropeisk historia, främst baserade på memoarer och muntliga berättelser, såsom Der Weg zur Katastrophe (1919), Der Sturz der Mittelmächte (1921), Versailles (1927), Das dritte deutsche Kaiserreich (2 band, 1929-31).